# Platypalpus tergestinus
Platypalpus tergestinus är en tvåvingeart som beskrevs av Egger 1860. Platypalpus tergestinus ingår i släktet Platypalpus och familjen puckeldansflugor. Inga underarter finns listade i Catalogue of Life.